# Colonia los Almendros
Colonia los Almendros är en ort i Mexiko.   Den ligger i kommunen Paso del Macho och delstaten Veracruz, i den sydöstra delen av landet, 260 km öster om huvudstaden Mexico City. Colonia los Almendros ligger 489 meter över havet och antalet invånare är 326.
Terrängen runt Colonia los Almendros är platt åt nordost, men åt sydväst är den kuperad. Runt Colonia los Almendros är det ganska tätbefolkat, med 149 invånare per kvadratkilometer. Närmaste större samhälle är Paso del Macho, 1,4 km sydväst om Colonia los Almendros. Omgivningarna runt Colonia los Almendros är en mosaik av jordbruksmark och naturlig växtlighet.